# Калинка Маркова
Калинка Иванова Маркова е български геолог и университетски преподавател, професор в Софийския университет.

## Биография
Родена е на 7 май 1940 г. във Варна. Завършва Химическия техникум в родния си град, а след това специалност „Химия и технология на горивата“ в Химико-технологически институт в София. Продължава в същия университет като редовен аспирант. Темата на дисертационният ѝ труд е свързана с характеризиране на промените, настъпващи в експлоатационните параметри на въглищата при добива и съхранението им. През 1978 г. е назначена на за старши научен сътрудник II степен в катедра „Геология, палеонтология и изкопаеми горива“ на Софийския университет „Св. Климент Охридски“. Дълги години води курсовете по органична химия и органична геохимия на специалностите „География“ и „Геология“. Занимава се с развитието и приложението на химически и спектрални техники при изучаване на твърдите горива, в това число термогравиметричен анализ, инфрачервена спектроскопия, масспектрометрия и др. Има успехи в прилагането на екстракционен анализ, определение съдържанието на функционалните групи на кислорода, установяване на формите на сярата във въглищата и др. Тя е ръководител и участник в редица проекти, финансирани от Фонд „Научни изследвания“, като за някои от тях е отличавана с престижни награди[ неясно? ].
Научните ѝ интереси са в областта на автоокислението на български въглища.
Автор е на монографията „Coal Autooxidation“. Тя е член на авторски колектив с колеги от Украйна на монография, посветена на пиролитичната термодеструкция на въглища. Участва в редица международни сътрудничества в Гърция, Сърбия и Украйна. Работи и в областта на изучаването на органичното вещество на проби от остров Ливингстън в Антарктида.
Умира на 25 юни 2021 г. в София.